# Franačko-langobardski ratovi
Franačko-langobardski ratovi (754. – 773. godine) su vođeni između germanskih plemena Langobarda i Franaka.

## Prvi franačko-langobardski rat (754. godine)
Franački kralj Pipin Mali je 754. godine krenuo s jakom vojskom preko Mont Senija u pomoć papi Stjepanu III. koji je bio pod pritiskom lagobardskog kralja Aistulfa. Aistulf je dočekao Pipina u tjesnacu Suze (Clusae) i napao ga. Kad je franačka prethodnica odbila langobardski napad, Aistulf se povukao u utvrdu Paviju i tu se poslije nekoliko dana opsade predao i obećao da će vratiti sve oduzete zemlje i da neće nametati nikakve novčane obveze papi.

## Drugi franačko-langobardski rat (756. godine)
Čim se Pipin vratio preko Alpa, Aistulf je ponovno napao papu, pa je Pipin 756. godine ponovno krenuo istim putem u Italiju. Dok su se Langobardi i ovog puta utvrdili u tjesnacu Suze očekujući frontalni napad Franaka, Pipin je sa svojom vojskom obišao tjesnac i pokorio Langobarde bez borbe. Aistulf se ponovno povukao u utvrdu Paviju i ponovno predao poslije nekoliko dana, ali ovog puta pod mnogo težim uvjetima. Aistufl je morao priznati vrhovnu vlast franačkog kralja, a morao je vratiti papi i sve zemlje koje su ranije pripadale bizantskom egzarhatu, što je i uvjetovalo stvaranje Papinske države.

## Treći franačko-langobardski rat (773. godine)
Franačka država je ponovno zaratila na Italiju 773. godine, ali ovog puta s ciljem proširenja franačke države. Karlo Veliki krenuo je u Italiju u dvije kolone. Jedna je pod njegovim zapovjedništvom išla preko Mont Senija, a druga pod zapovjedništvom njegovog strica Bernarda preko Velikog Svetog Bernarda. Langobardski kralj Deziderije, kao i njegov prethodnik Aistulf, je ponovno zatvorio prolaz kroz tjesnac Suze kojeg su Franci opet zaobišli i on se također zatvorio u utvrdu Paviju, koju su Franci opsjednuli u rujnu 773. godine. Deziderije se, iako pod opsadom, predao tek poslije deset mjeseci i Karlo se proglasio kraljem Langobarda. Ovim činom je utvrđena franačka prevlast u Italiji. Iako je bilo nekoliko pobuna, franačka država je ostala neugrožena. Neko vrijeme su bile samo neovisne kneževine Furlanija, Spoleto i Benevento.